# تورو اوکاوا
تورو اوکاوا (انگلیسی: Tōru Ōkawa; ۲۸ فوریهٔ ۱۹۶۰ – ) صداپیشگی در ژاپن، و بازیگر اهل ژاپن بود.